# تاپ گان: ماوریک
تاپ گان: ماوریک (انگلیسی: Top Gun: Maverick) یک فیلم درام اکشن آمریکایی محصول سال ۲۰۲۲ به کارگردانی جوزف کوشینسکی و نویسندگی ایرن کروگر، اریک وارن سینگر و کریستوفر مک‌کوری است که بر پایهٔ داستانی از پیتر کریگ و جاستین مارکس ساخته شده‌است. این فیلم دنبالهٔ تاپ گان (۱۹۸۶) است و در آن تام کروز در نقش خلبان آزمایشی کاپیتان پیت «ماوریک» میچل، در کنار مایلز تلر، جنیفر کانلی، جان هم، گلن پاول، لوئیس پولمن، اد هریس، مونیکا باربارو و وال کیلمر ایفای نقش کرده‌است. داستان این فیلم ۳۷ سال پس از نسخهٔ قبلی جریان دارد و بازگشت ماوریک به برنامه آموزشی تاکتیک‌های جنگنده ضربتی نیروی دریایی ایالات متحده آمریکا (مشهور به «تاپ‌گان») را دنبال می‌کند، که در آن باید با گذشتهٔ خود روبرو شود و گروهی از خلبانان جنگندهٔ جوان‌تر را آموزش دهد.
ساخت دنباله تاپ گان در سال ۲۰۱۰ توسط پارامونت پیکچرز اعلام شد. کروز و کیلمر نیز مانند جری بروکهایمر تهیه‌کننده و تونی اسکات کارگردان به نقش‌های خود از نسخهٔ اصلی بازگشتند. در اواسط سال ۲۰۱۲، کریگ و مارکس پیش‌نویس فیلم‌نامه را به پایان رساندند، اسکات در اثر خودکشی درگذشت و پیش‌تولید فیلم به حالت تعلیق درآمد. کوشینسکی در ژوئن ۲۰۱۷ استخدام شد و پیش‌نویس جدیدی از فیلم‌نامه را نوشت. تصویربرداری اصلی از مهٔ ۲۰۱۸ تا آوریل ۲۰۱۹ در کالیفرنیا، واشینگتن، دی.سی. و مریلند به طول انجامید. این فیلم با استفاده از دوربین‌های صفحه نمایش ۶-کی-آی‌مکس فیلمبرداری شده‌است. انتشار آن که ابتدا برای ۱۲ ژوئیه ۲۰۱۹ برنامه‌ریزی شده بود، به دلیل تلاش برای فیلمبرداری چندین سکانس اکشن پیچیده، سپس به تأثیر دنیاگیری کروناویروس بر سینما و درگیری‌های برنامه‌ریزی به تعویق افتاد.
تاپ گان: ماوریک در ۲۸ آوریل ۲۰۲۲ در سینماکان و در ۲۷ مه از طریق پارامونت پلاس در قالب‌های آی‌مکس، ۴دی‌ایکس، اسکرین‌ایکس و دالبی سینما در ایالات متحده اکران شد این فیلم با تحسین گستردهٔ منتقدان روبرو شد و بسیاری آن را برتر از فیلم اول دانستند. این فیلم برنده جایزه بهترین فیلم از هیئت ملی بازبینی فیلم شد و همچنین به عنوان یکی از ده فیلم برتر سال ۲۰۲۲ توسط انستیتوی فیلم آمریکا معرفی شد. این فیلم در نود و پنجمین دوره جوایز اسکار نامزد شش جایزه از جمله بهترین فیلم شد و جوایز متعدد دیگری نیز دریافت کرد. تاپ‌گان: ماوریک ۱٫۴۹۳ میلیارد دلار در سراسر جهان فروش داشته‌است و دومین فیلم پرفروش سال ۲۰۲۲ و پردرآمدترین فیلم دوران حرفه‌ای کروز شد.

## داستان
پیت «ماوریک» میچل کاپیتان نیروی دریایی ایالات متحده، بیش از سی سال پس از فارغ‌التحصیلی از «تاپ‌گان»، به عنوان یک خلبان آزمایشی خدمت می‌کند. در حالی که ماوریک افتخارات زیادی کسب کرده‌است، سرکشی‌های مکررش، او را از رتبهٔ افسر پرچم‌دار دور نگه داشته‌است و دوست و رقیبش تام «آیس‌من» کازانسکی مکرراً از ماوریک محافظت می‌کند تا مشکلی برایش پیش نیاید. دریاسالار چستر «هَمِر» کین، قصد دارد برنامهٔ اسکرم‌جت ماوریک با نام «دارک استار» را به نفع پهپادهای بدون سرنشین لغو کند؛ ماوریک با فشاردادن به سرعت برین‌صوتی هدف برنامه را تحقق می‌بخشد اما در این حین نمونهٔ اولیه را نابود می‌کند. آیس‌من—که اکنون فرمانده ناوگان اقیانوس آرام ایالات متحده است—دوباره با فرستادن ماوریک به پایگاه هوایی جزیره شمالی زندگی حرفه‌ای او را نجات می‌دهد، اما کین هشدار می‌دهد که دورهٔ هواپیماهای جنگندهٔ سرنشین‌دار به زودی به پایان خواهد رسید.
نیروی دریایی مأموریت یافته‌است که یک کارخانه غنی‌سازی اورانیوم غیرمجاز را نابود کند. این نیروگاه در یک فرورفتگی عمیق در انتهای یک دره قرار دارد که برای جنگنده رادارگریز اف-۳۵ مناسب نیست و توسط موشک‌های سطح‌به‌هوای اس-۱۲۵پیچورا و نسل پنجم سوخو-۵۷ دفاع می‌شود. ماوریک طرحی را با استفاده از دو جفت بوئینگ اف/ای-۱۸ سوپر هورنت طراحی می‌کند. او می‌خواهد حمله را رهبری کند، اما باید یک گروه نخبه از فارغ‌التحصیلان «تاپ گان» را آموزش دهد که توسط فرماندهٔ هوایی و نایب دریاسالار بیو «سایکلون» سیمپسون، که از روش‌های غیرمعمول ماوریک خوشش نمی‌آید، جمع‌آوری شده‌اند.
ماوریک با دانش‌آموزان شکاک خود داگ‌فایت می‌کند تا نشان دهد که پرواز دقیق در ارتفاع پایین ضروری است، نه حملات در ارتفاع بالا. ناوبان جیک «هنگمن» سرسین و بردلی «روستر» بردشاو—پسر نیک «گوس» بردشاو، بهترین دوست فقید ماوریک—با یکدیکر درگیر می‌شوند. روستر از نگرش شوالیه‌مانند هنگمن متنفر است، در حالی که هنگمن از پرواز محتاطانهٔ روستر انتقاد می‌کند. ماوریک دوباره با دوست‌دختر سابقش، پنی بنجامین، ملاقات می‌کند و به او فاش می‌کند که به مادر روستر که اکنون درگذشته‌است قول داده که از پرواز پسرش جلوگیری کند. روستر، هم از اینکه ماوریک روند کار نظامی او را کند می‌کند ناراحت است، و هم او را به خاطر مرگ پدرش مقصر می‌داند.
ماوریک در حالی که سعی دارد کار گروهی را به شاگردانش بیاموزد و آنها را متقاعد کند که این مأموریت قابل انجام است، می‌ترسد که روستر در مورد مرگ گوس حق داشته باشد. او تمایلی ندارد پسر گوس را به یک مأموریت بسیار خطرناک بفرستد، یا دوباره در کار او دخالت کند. ماوریک شک‌های خود را به آیس‌من که سرطان گلو دارد ابراز می‌کند. او پیش از مرگ به ماوریک اطمینان می‌دهد که «نیروی دریایی به او نیاز دارد». سایکلون، ماوریک را پس از مرگ آیس‌من، به عنوان مربی حذف می‌کند و پارامترهای جدیدی را تنظیم می‌کند که خطر کمتری در پیشروی دارند اما در هنگام خروج خطرناک‌تر هستند. ماوریک یک پرواز غیرمجاز از دورهٔ آموزشی را با پارامترهای اصلی انجام می‌دهد و ثابت می‌کند که این کار قابل انجام است. سایکلون با اکراه ماوریک را دوباره به عنوان رهبر تیم منصوب می‌کند.
ماوریک در پیش با یک فروند بوئینگ اف/ای-۱۸، همراه با لیزر نگارنده ستوان ناتاشا «فینیکس» تریس و افسر جنگ‌افزار ستوان رابرت «باب» فلوید در بوئینگ اف/ای-۱۸ به پرواز در می‌آیند. روستر با بوئینگ اف/ای-۱۸ خود همراه با ستوان روبن «پی‌بک» فیچ و ستوان میکی «فَنبوی» گارسیا در یک اف/ای-۱۸-اف آن‌ها را دنبال می‌کنند. پس از پرواز چهار فروند جت از ناو هواپیمابر یواس‌اس تئودور روزولت، ناو یواس‌اس لیت گالف بمب‌های تاماهاک بی‌جی‌ام-۱۰۹ را شلیک می‌کند تا پایگاه هوایی مجاور را نابود کند. تیم، کارخانه را نابود می‌کند، اما با موشک‌های سطح‌به‌هوای اس-۱۲۵ روبرو می‌شود. ماوریک با خالی‌شدن پادکارهای روستر، جت خود را قربانی می‌کند تا از ایمنی روستر اطمینان حاصل کند و خود را بیرون می‌اندازد. با اعتقاد به کشته‌شدن ماوریک، به دیگران دستور داده می‌شود که به حامل برگردند. با اینحال روستر برمی‌گردد تا ماوریک را از دست یک میل -۲۴ نجات دهد، اما توسط یک موشک دیگر سرنگون می‌شود و در همان نزدیکی به بیرون پرتاب می‌شود. این دو یک فروند گرومن اف-۱۴ تام‌کت را از پایگاه هوایی ویران‌شده می‌دزدند. ماوریک و روستر دو عدد سوخو-۵۷ را ساقط می‌کنند، اما یک مورد سوم به دلیل تمام‌شدن مهمات و پادکارهای آنها وارد می‌شود. هنگمن سوخو-۵۷ را ساقط می‌کند و هواپیماها به ناو بازمی‌گردند و ماوریک اف-۱۴ را با وجود نداشتن ارابه فرود یا قلاب باله به فرود می‌آورد.
بعداً ماوریک و روستر با هم روی پی-۵۱ ماستنگ کار می‌کنند. در حالی که ماوریک و پنی به سمت غروب خورشید پرواز می‌کنند، روستر به تصویری از موفقیت مأموریت آن‌ها، در کنار تصویری از پدر مرحومش و ماوریک جوان نگاه می‌کند.

## بازیگران
- تام کروز در نقش کاپیتان پیت «ماوریک» میچل، یک خلبان آزمایش و مربی پرواز، که در حال آموزش گروهی از فارغ التحصیلان تاپ گان برای یک مأموریت تخصصی است. او برای این مأموریت با یک اف/ای-۱۸ پرواز می‌کند.[۱۲]
- مایلز تلر در نقش ستوان بردلی «روستر» بردشاو، یک خلبان اف/ای-۱۸ در گروه آموزشی مأموریت و پسر بهترین دوست فقید ماوریک، نیک «گوس» بردشاو.
- جنیفر کانلی در نقش پنه‌لوپی «پنی» بنجامین، عاشق جدید ماوریک، که یک مادر مجرد، صاحب یک بار و دختر یک دریاسالار سابق است.[الف]
- جان هم در نقش نایب دریاسالار بو «سایکلون» سیمپسون، فرمانده هوانوردی نیروی دریایی
- گلن پاول در نقش ستوان جیک «هنگمن» سرسین، خلبان اف/ای-۱۸ و کاندید مأموریت
- لوئیس پولمن در نقش ستوان رابرت «باب» فلوید، افسر سیستم‌های جنگ‌افزاری اف/ای-۱۸ فینیکس و کاندیدای مأموریت
- اد هریس در نقش دریاسالار چستر «همر» کین، مافوق ماوریک و رئیس «برنامهٔ دارک‌ستار».[۱۳]
- وال کیلمر در نقش دریاسالار تام «آیس‌من» کازانسکی، فرمانده ناوگان اقیانوس آرام ایالات متحده، رقیب سابق و دوست نزدیک ماوریک. آیس‌من در طول سال‌ها به حفظ ماوریک در نیروی دریایی کمک کرده‌است.
- مونیکا باربارو در نقش ستوان ناتاشا «فینیکس» تریس، خلبان اف/ای-۱۸ و کاندیدای مأموریت
- چارلز پارنل [en] در نقش دریاسالار سولومون «وارلاک» بیتس، دوست ماوریک و فرمانده فرماندهی آموزش نیروی دریایی.
- جی الیس در نقش ستوان روبن «پی‌بک» فیچ، خلبان اف/ای-۱۸ و کاندیدای مأموریت
- دنی رامیرز در نقش ستوان میکی «فنبوی» گارسیا، افسر سیستم‌های جنگ‌افزاری اف/ای-۱۸ کاندیدای مأموریت
- گرگ تارزان دیویس [en] در نقش ستوان جاوی «کایوت» ماچادو، خلبان اف/ای-۱۸ و کاندیدای مأموریت
- منی جاسینتو در نقش فریتز
- جک شوماخر در نقش اوماها
- بشیر صلاح‌الدین [en] در نقش افسر ارشد چهارم برنی «هوندو» کلمن
- جیک پیکینگ در نقش ستوان بریگام «هاروارد» لنوکس
- ریموند لی [en] در نقش ستوان لوگان «ییل» لی
- لیلیانا ری [en] در نقش آملیا بنجامین، دختر پنی
- جین لوئیسا کلی در نقش سارا کازانسکی، همسر آیس‌من
- چلسی هریس در نقش دستیار پرچم آنجلا برک
- آنتونی ادواردز در نقش نیک «گوس» برادشاو (تصاویر آرشیو شده)
- مگ رایان در نقش کارول برادشاو (تصاویر آرشیو شده)

## تولید

### توسعه
در سال ۱۹۹۰، در طول تبلیغ فیلم متولد چهارم جولای، تام کروز دنباله تاپ گان را رد کرد و آن را «غیرمسئولانه» خواند. توسعه این فیلم در سال ۲۰۱۰ آغاز شد، زمانی که پارامونت پیکچرز به جری بروکهایمر و تونی اسکات پیشنهاد ساخت دنباله‌ای برای تاپ گان را داد و تام کروز دوباره برای نقش اصلی انتخاب شد. وقتی از اسکات در مورد ایده‌اش برای فیلم جدید تاپ گان سؤال شد، پاسخ داد: «این دنیا من را مجذوب خود کرده، زیرا با آنچه در ابتدا بود بسیار متفاوت است. اما من نمی‌خواهم بازسازی کنم. من نمی‌خواهم یک اختراع مجدد انجام دهم. من می‌خواهم یک فیلم جدید بسازم.» گزارش شده‌است که این فیلم بر پایان دوران جنگ‌های هوایی جنگنده‌ها و نقش پهپادها در جنگ‌های هوایی مدرن تمرکز دارد و شخصیت کروز، ماوریک، با بوئینگ اف/ای-۱۸ سوپر هورنت پرواز خواهد کرد. پس از خودکشی اسکات در سال ۲۰۱۲، آیندهٔ دنباله همچنان زیر سؤال رفت، اما جری بروکهایمر، تهیه‌کنندهٔ فیلم، به خصوص با توجه به علاقه کروز و کیلمر به پروژه، به آن متعهد ماند.
در ژوئن ۲۰۱۷، کروز عنوان دنباله را «تاپ گان: ماوریک» فاش کرد و گفت «همه عناوین دنباله‌ها نیازی به عدد ندارند». او افزود که این فیلم «قرار است یک فیلم مسابقه‌ای، مشابه فیلم اول» باشد، اما آن را به عنوان «پیشرفت ماوریک» توضیح داد. جوزف کوشینسکی در ژوئیه ۲۰۱۷ پس از همکاری قبلی با کروز در فراموشی (۲۰۱۳) به عنوان کارگردان معرفی شد. کوشینسکی با کروز در سر صحنه مأموریت: غیرممکن – فال‌اوت ملاقات کرد و قبل از استخدام او یک لوک‌بوک، یک پوستر و عنوان فیلم را ارائه کرد. سپس کروز با جیم جیانوپولوس تماس گرفت و درخواست ساخت این فیلم را کرد. در ۱۹ ژوئن ۲۰۱۹، در سین‌یوروپ در بارسلونا، شرکت کنندگان توانستند برای اولین بار چند صحنهٔ اولیه از فیلم را از یک برنامهٔ ویژه پارامونت تماشا کنند. در طول ارائه، رئیس توزیع بین‌المللی تئاتر مارک ویان و رئیس مشترک بازاریابی و توزیع جهانی مری دیلی، به عنوان بخشی از تبلیغات، با لباس‌های پرواز ظاهر شدند. در سال ۲۰۱۹، شرکت چینی تنسنت ۱۲٫۵ درصد از فیلم را سرمایه‌گذاری کرد، اما بعداً در پایان همان سال از این پروژه خارج شد زیرا مضامین فیلم ممکن بود حزب کمونیست چین را خشمگین کند.

### نویسندگی
کریستوفر مک‌کوری در اواسط سال ۲۰۱۰ پیشنهادی مبنی بر نوشتن فیلمنامهٔ دنباله را دریافت کرد که شایعه شده بود که شخصیت کروز، ماوریک، نقش کوچک‌تری دارد. سال بعد، اشلی ادوارد میلر و زک استنتز به عنوان فیلمنامه‌نویسان این پروژه معرفی شدند. استودیو بعداً به سراغ پیتر کریگ رفت تا در مارس ۲۰۱۲ یک فیلمنامهٔ جدید به سرپرستی اسکات پیش‌نویسی کند. این پروژه با این حال به‌طور غیرمنتظره ای به دلیل خودکشی اسکات در اوت همان سال متوقف شد. بروکهایمر در مارس ۲۰۱۴ به هافینگتون پست گفت که سازندگان فیلم در حال اتخاذ رویکرد جدیدی بودند که شامل منسوخ شدن خلبان‌ها توسط هواپیماهای بدون سرنشین بود. با ورود جاستین مارکس برای نوشتن فیلمنامه در سپتامبر ۲۰۱۴ دنبالهٔ این فیلم به‌طور رسمی احیا شد. مارکس ادعا کرد که دنباله تاپ گان «پروژه رؤیایی» او بود و اولین فیلم را «فیلمی نمادین در خاطراتش» معرفی کرد که الهام‌بخش او برای دنبال کردن حرفه سینمایی‌اش بود. او در مورد پروژه جنگنده تهاجمی مشترک و لاکهید مارتین اف-۳۵ لایتنینگ ۲ برای فیلمنامه ماوریک تحقیق کرد تا بینشی از نحوهٔ نمایش تاپ گان در دوره فعلی را ارائه دهد.
اسکات پیش از مرگش ظاهراً فیلمنامه را نهایی کرده بود و شروع به جستجوی مکان‌ها کرده بود. یک هفته قبل او و کروز از پایگاه هوایی فالون، نوادا، برای اهداف تحقیقاتی بازدید کرده بودند. هالیوود ریپورتر اعلام کرد دنباله تاپ گان یکی از سه پروژه کارگردانی در «توسعه پیشرفته» است.

### انتخاب بازیگران

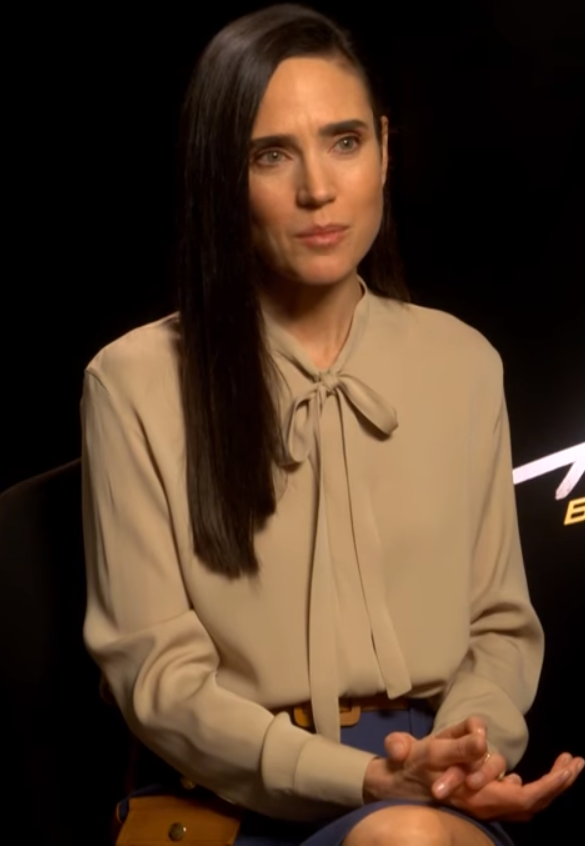
جنیفر کانلی (تصویر در سال ۲۰۱۹) در نقش معشوقه کروز

مشارکت کروز در تاپ گان: ماوریک نخستین بار در ژانویه ۲۰۱۶ اعلام شد. وال کیلمر در صفحه فیس‌بوک خود کمپین تبلیغاتی کرده بود تا نقش خود را در این فیلم تکرار کند، و تا ژوئن ۲۰۱۸، گزارش شد که او در این فیلم ظاهر خواهد شد. در حالی که بروکهایمر و سازندگان فیلم می‌خواستند کیلمر را بازگردانند، کروز کسی بود که اصرار داشت به کیلمر اجازه دهد تا نقش خود را دوباره اجرا کند. تریلر منتشر شده در مارس ۲۰۲۲، تصویری از کیلمر را با لباس یک دریاسالار چهار ستاره نشان می‌داد. مایلز تلر در ژوئیه ۲۰۱۸ برای بازی در نقش پسر گوس در مقابل نیکلاس هولت و گلن پاول انتخاب شد. هر سه برای تست شیمی بین بازیگران به خانه کروز منتقل شدند. جنیفر کانلی بعداً در همان ماه به گروه بازیگران فیلم پیوست تا نقش مادری مجرد را ایفا کند که در نزدیکی پایگاه نیروی دریایی می‌چرخد.
پاول در اوت ۲۰۱۸ در نقش کارآموز خلبانی که برای او بزرگ‌تر شد، به بازیگران فیلم ملحق شد و کروز، تهیه‌کننده جری بروکهایمر، و مدیران پارامونت پیکچرز و اسکای‌دنس مدیا را تحت تأثیر تست‌های خود قرار داد. در همان ماه، مونیکا باربارو، توماسین مک کنزی، چارلز پارنل، جی الیس، بشیر صلاح‌الدین, دنی رامیرز، اد هریس، جان هم و لوئیس پولمن به همراه باربارو، الیس و رامیرز با ایفای نقش کارآموزان هوانوردی و کانلی در نقش دختر دریاسالار به بازیگران فیلم پیوستند. هام پیش از اینکه حتی پیشنهاد یا فیلمنامه رسمی به او داده شود، با این فیلم قرارداد امضا کرد. در سپتامبر ۲۰۱۸، مانی جاسینتو به بازیگران پیوست. در اکتبر ۲۰۱۸، کارا وانگ، جک شوماخر، گرگ تارزان دیویس، جیک پیکینگ، ریموند لی، جین لوئیسا کلی و لیلیانا ری به بازیگران پیوستند و رِی جایگزین مک کنزی شد. مک‌کنزی پس از امضای قرارداد با فیلم دختران گمشده از این فیلم کناره‌گیری کرد. در نوامبر ۲۰۱۸، چلسی هریس در نقشی نامعلوم به بازیگران پیوست. از کلی مک‌گیلس و مگ رایان، که هر دو با هم در فیلم اصلی حضور داشتند، درخواستی برای حضور در قسمت دوم ارائه نشد.

### فیلم‌برداری
برای ایجاد این توهم که بازیگران واقعاً جت‌ها را در طول صحنه‌های پرواز هدایت می‌کردند، تهیه‌کنندگان به نیروی دریایی ۱۱٬۳۷۴ دلار در هر ساعت پرواز پرداخت کردند تا خلبانان آنها را پرواز دهند. حداقل یک جت با دوربین‌های مخصوص برای فیلمبرداری با یک بازیگر در صندلی عقب ساخته شده بود. کروز یک «بوت‌کمپ» منحصربفرد سه‌ماهه را طراحی کرد تا بازیگران را با نقش‌های پروازی آموزش دهد و آنها را به ورزش‌های هوازی و نیروی گرانش بالا عادت دهد و آگاهی فضایی را که برای کار با تجهیزات دوربین نیاز دارند ایجاد کند. برخی از آموزش‌ها توسط نیروی دریایی برای مسافران جت‌های تاکتیکی از جمله تخلیه زیر آب مورد نیاز بود. باربارو گفت که گروه بازیگران با هواپیمای ایی‌ای۳۰۰ که توسط چاک کلمن پرواز می‌کرد، از جمله درست پیش از پرواز با اف/ای-۱۸، ایروباتیک را تحمل کردند تا مطمئن شوند بدن‌شان تحمل لازم را دارد. بازیگران همچنین مجبور بودند نورپردازی، فیلمبرداری و تدوین را بیاموزند تا دوربین‌ها را به درستی اجرا کنند، زیرا، همان‌طور که بروکهایمر نوشت «زمانی که در جت هستند، اساساً باید خودشان را به تنهایی کارگردانی کنند.»
تولید اولیه این فیلم به‌طور رسمی در ۳۰ مهٔ ۲۰۱۸ در سن دیگو، کالیفرنیا آغاز شد. در اواخر اوت، یک گروه فیلمبرداری ۱۵ نفره از شرکت پارامونت و بروکهایمر فیلمز در ناو هواپیمابر یوا آبراهام لینکولن (سی‌وی‌ان-۷۲) مستقر در نورفولک بودند تا عملیات عرشه پرواز را فیلمبرداری کنند. کروز و خدمه تولید در اواسط فوریه ۲۰۱۹، در کشتی یوا تئودور روزولت (سی‌وی‌ان-۷۱) در پایگاه هوایی جزیره شمالی مشاهده شدند. در ماه مارس، فیلمبرداری در پایگاه هوایی جزیره وهیدبی در اوک هاربر، واشینگتن به پایان رسید. در ۱۹ ژوئن ۲۰۱۹، مایلز تلر در مصاحبه‌ای فاش کرد که دو روز پیش فیلمبرداری را به پایان رسانده‌است. تصویربرداری اصلی تا ۱۵ آوریل ۲۰۱۹ در سن دیگو، لمور، پایگاه هوایی تسلیحات نیروی دریایی چاینا لیک، چیکو، و دریاچه تاهو در کالیفرنیا؛ سیاتل، واشینگتن؛ و رودخانه پکس، مریلند برنامه‌ریزی شد. کارهای پس‌تولید و تدوین توسط کوشینسکی در خانه‌اش در طول قرنطینه دنیاگیری کووید-۱۹ نظارت می‌شد.
این فیلم با فرمت آی‌مکس با استفاده از دوربین‌های فول فریم 6K سونی ونیز دارای گواهی آی‌مکس فیلم‌برداری شده‌است. کوشینسکی توضیح داد که تیم بیش از یک سال را با نیروهای نیروی دریایی گذراند تا از دوربین‌های آی‌مکس در داخل کابین استفاده کند، با چهار دوربین رو به بازیگران و دو دوربین رو به جلو، علاوه بر دوربین‌های نصب شده در تمام قسمت‌های بیرونی هواپیما؛ وی تصریح کرد: «مخاطب باید اصالت، کرنش، سرعت و نیروهای گرانشی را احساس کند، چیزی که نمی‌توان با صحنه‌های صوتی یا جلوه‌های بصری به آن دست یافت، که به تلاش و کار بسیار زیادی نیاز داشت.» وی افزود که بیش از ۸۰۰ ساعت فیلمبرداری برای این فیلم انجام شده‌است که از مجموع فیلم‌های فیلمبرداری شده برای سه‌گانه ارباب حلقه‌ها بیشتر است. فیلم‌های هوایی نیز با استفاده از جت‌های آئرو ال-۳۹ آلباتروس اصلاح‌شده با دوربین‌های روی دماغه ضبط شده‌اند.
هواپیمای خیالی «دارک استار» که تا حدی بر پایهٔ لاکهید مارتین اس‌آر-۷۲ بدون سرنشین است، با کمک مهندسان لاکهید مارتین و بخش اسکانک ورکس آن طراحی شد. یک ماکت کامل از این هواپیما در چاینا لیک ساخته و فیلمبرداری شد.

## موسیقی
موسیقی متن فیلم توسط هارولد فالترمایر، لیدی گاگا و هانس زیمر ساخته شده و توسط لورن بالفه تهیه شده است. این موسیقی متن در ۲۷ مهٔ ۲۰۲۲ از طریق اینترسکوپ رکوردز منتشر شد. موسیقی متن فیلم توسط دو تک‌آهنگ «دستم را بگیر» از لیدی گاگا و «من نگران نیستم» از وان‌ریپابلیک تبلیغ شد. این موسیقی همچنین شامل عناصر اصلی «سرود تاپ گان» از فیلم اول است.

## انتشار

### سینما
تاپ گان: ماوریک توسط پارامونت پیکچرز در ایالات متحده در ۲۷ مه ۲۰۲۲ به نمایش درآمد و نمایش‌های اولیهٔ آن از روز پیش آغاز شد. این فیلم در ابتدا قرار بود در ۱۲ ژوئیه ۲۰۱۹ اکران شود، اما برای فیلمبرداری چندین سکانس پیچیدهٔ اکشن تا ۲۶ ژوئن ۲۰۲۰ به تعویق افتاد. پارامونت تا مارس ۲۰۲۰، فیلم را دو روز زودتر به ۲۴ ژوئن ۲۰۲۰ ارتقا داد، و سپس به دلیل دنیاگیری کووید-۱۹ که توسط سازمان بهداشت جهانی اعلام شده بود، به ۲۳ دسامبر انتقال داد. در ۲۳ ژوئیه ۲۰۲۰، فیلم دوباره به ۲ ژوئیه ۲۰۲۱، تا حدی به دلیل درگیری‌های برنامه‌ریزی با کروز و همچنین تاخیرهای اخیر مولان و تنت به دلیل افزایش موارد کووید ۱۹ به تعویق افتاد، و به ۱۹ نوامبر ۲۰۲۱، پیش از نهایی‌شدن تاریخ انتشار مهٔ ۲۰۲۲ به تعویق افتاد.

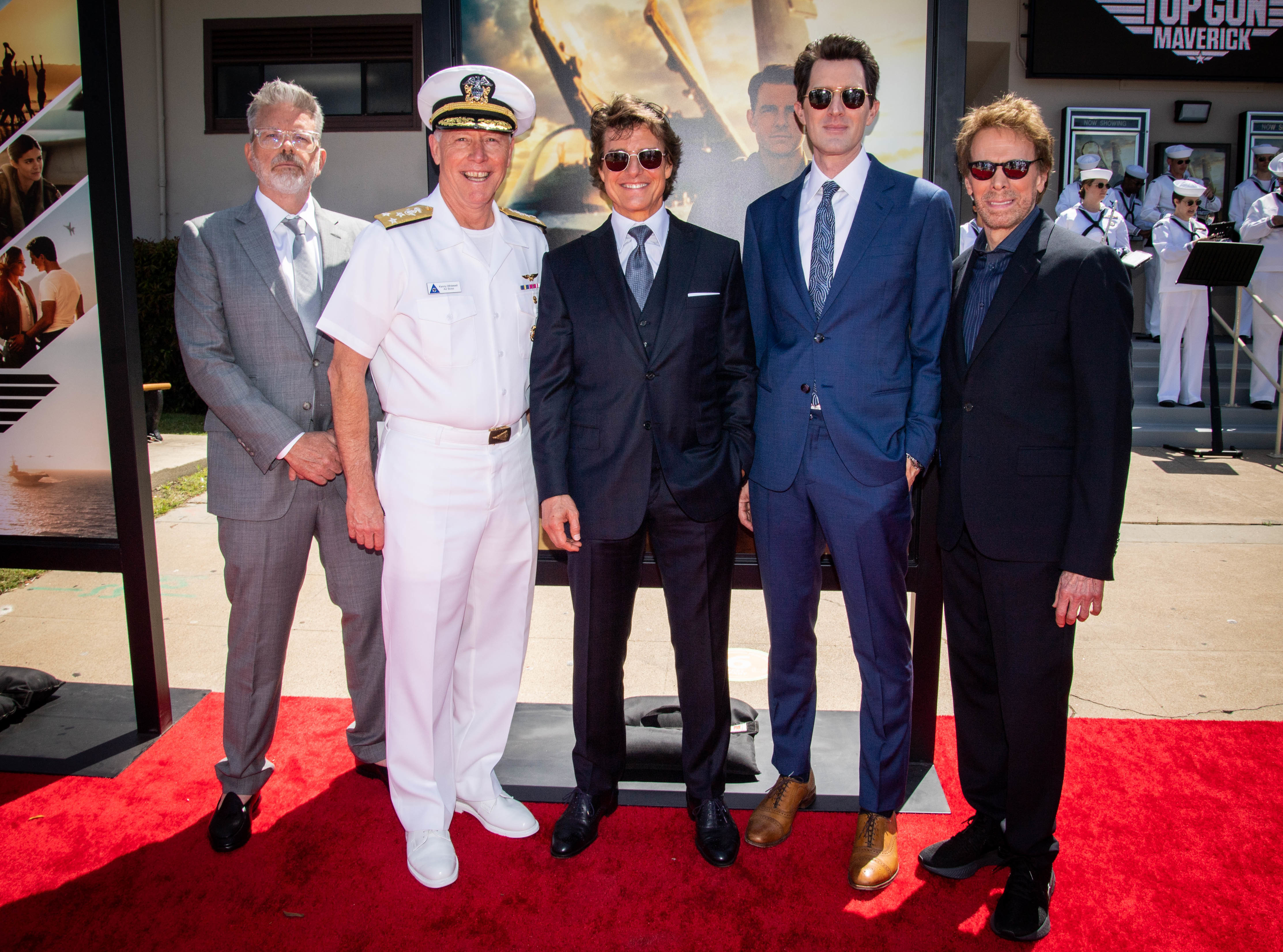
از راست به چپ: جری بروکهایمر، جوزف کوشینسکی، تام کروز، دریاسالار کنث آر. وایتسل و کریستوفر مک‌کوری در افتتاحیه فیلم در جشنواره فیلم کن ۲۰۲۲

این فیلم نخستین نمایش جهانی خود را در سینماکان در ۲۸ آوریل ۲۰۲۲ داشت و پس از آن یک نمایش جهانی در سالن تئاتر سن دیگو سیویک در سن دیگو، کالیفرنیا، در ۴ مه برگزار شد که از طریق یوتیوب نیز به صورت زنده پخش شد. این فیلم همچنین در هفتاد و پنجمین دورهٔ جشنواره فیلم کن در ۱۸ مه در یک نمایش انتخابی رسمی به نمایش درآمد که در آن مورد تشویق ایستادهٔ ۵ دقیقه‌ای تماشاگران قرار گرفتند. نخستین نمایش کن شامل ادای احترام به کروز و حرفهٔ او بود. روز بعد این فیلم اولین نمایش خود را در بریتانیا در رویال فیلم پرفورمنس در میدان لستر لندن انجام داد که با ملاقات بازیگران با شاهزاده ویلیام و کاترین، دوشس کمبریج همراه بود؛ این رویداد برای کمک به نهاد خیریه فیلم و تلویزیون برگزار شد. سینماهای اسکرین‌ایکس و ای‌ام‌سی نمایش‌های رویداد دسترسی زودهنگام را در مکان‌های محدودی در سراسر ایالات متحده در ۲۴ مه ۲۰۲۲ برگزار کردند.

### رسانه خانگی
نتفلیکس، اپل تی‌وی پلاس و اچ‌بی‌او مکس تلاش کردند حقوق پخش فیلم را بخرند، اما پارامونت از فروش آنها امتناع کرد. وقتی از جری بروکهایمر در مورد تلاش‌های سرویس‌های استریم برای خرید حق پخش فیلم در طول نخستین نمایش فیلم در سینماکان سؤال شد، او گفت که این فیلم همیشه مقصدی برای نمایش در صفحهٔ بزرگ را داشته‌است. در نخستین اکران فیلم در کن، کروز همچنین پخش جریانی فیلم را تکذیب کرد. برخلاف بسیاری از فیلم‌هایی که معمولاً ۴۵ روز پس از اکران در سینماها نمایش داده می‌شوند، پخش فیلم تاپ گان: ماوریک توسط استودیو تنظیم نشده‌است—تام رایان، مدیر اجرایی پارامونت استریم، اظهار داشت که این فیلم احتمالاً یک پنجره طولانی انحصاری برای سینماها خواهد داشت. پخش این فیلم از طریق رسانهٔ جاری برای ۲۳ اوت ۲۰۲۲ برنامه‌ریزی شد و پس از آن از طریق بلوری و دی‌وی‌دی در قالب «4K Ultra HD» در ۱ نوامبر ۲۰۲۲ منتشر شد. این فیلم برای پخش در پارامونت پلاس در دسترس است. این انتشار شامل چهار فیلم کوتاه‌مدت سینمایی در قالب «Featurette» در مورد ساخت فیلم، شامل دو نماهنگ از این فیلم و مصاحبهٔ کروز در جشنواره فیلم کن ۲۰۲۲ در مورد حرفه‌اش می‌باشد.

## بازخورد

### فروش گیشه
تا تاریخ ۵ نوامبر ۲۰۲۲، تاپ گان: ماوریک ۷۱۶٫۷ میلیون دلار در ایالات متحده و کانادا، و ۷۶۹٫۱ میلیون دلار در مناطقِ دیگر جهان به دست آورده‌است، که در مجموع فروش جهانیِ ۱٫۴۸۶ میلیارد دلار را نشان می‌دهد. این فیلم یازدهمین فیلم پرفروش تمام دوران و دومین فیلم پرفروش سال ۲۰۲۲ است.
در ایالات متحده و کانادا، این فیلم در کنار فیلم برگری باب اکران شد و پیش‌بینی‌های اولیه مبنی بر ۸۵ تا ۱۰۰ میلیون دلار فروش آخر هفته بود که برخی تخمین‌ها به ۱۳۰ میلیون دلار هم رسید. این فیلم در ۴٫۷۳۲ سالن سینما در ایالات متحده پخش شد که گسترده‌ترین اکران تاریخ است. پس از کسب درآمد ۵۲ میلیون دلاری در روز اول اکران، پیش‌بینی‌های آخر هفته به ۱۵۰ میلیون دلار افزایش یافت. این فیلم با ۱۲۶٫۷ میلیون دلار در سه روز اول و ۱۶۰٫۵ میلیون دلار در چهار روز به نمایش درآمد و دو برابر بیشتر از جنگ دنیاها با بازی کروز فروش داشت. این فیلم همچنین بزرگ‌ترین افتتاحیه چهار-روزهٔ آخرهفتهٔ روز یادبود را داشت و از دزدان دریایی کارائیب: پایان جهان (۱۳۹٫۸ میلیون دلار در می ۲۰۰۷) پیشی گرفت. علاوه بر این، پس از مرد عنکبوتی: راهی به خانه نیست، بتمن و دکتر استرنج در چندجهانی دیوانگی، به چهارمین فیلم دورهٔ دنیاگیری کووید تبدیل شده که در سه روز افتتاحیه آخر هفته به ۱۰۰ میلیون دلار دست یافته‌است. ماوریک همچنین پس از مرد آهنی ۲ (۱۲۸٫۱ میلیون دلار در می ۲۰۱۰) دومین آخر هفته پرفروش را برای یک فیلم پارامونت داشت که در آن با ۹۰ میلیون دلار در رتبه اول باقی ماند. افت ۲۹ درصدی آن کمترین میزان برای فیلمی بود که افتتاحیه داخلی آن بیش از ۱۰۰ میلیون دلار فروش داشت و از «شرک ۲» (۳۳ درصد کاهش در دومین آخر هفته آن نسبت به اولین نمایش ۱۰۸ میلیون دلاری در مهٔ ۲۰۰۴) پیشی گرفت.
تاپ گان: ماوریک توسط فیلم تازه‌وارد دنیای ژوراسیک: قلمرو در آخر هفتهٔ خود از سطر برکنار شد، اگرچه هنوز ۵۱٫۹ میلیون دلار فروش داشت. ماوریک در ۱۳ ژوئن ۲۰۲۲ به اولین فیلم سال ۲۰۲۲ در منطقه تبدیل شد که از مرز ۴۰۰ میلیون دلار عبور کرد و همچنین از دکتر استرنج ۲ به عنوان پرفروش‌ترین فیلم سال ۲۰۲۲ پیشی گرفته‌است. فیلم در چهارمین آخر هفته‌اش به خوبی ادامه داد و تنها ۱۵ درصد افت کرد و به ۴۴ میلیون دلار رسید و رکوردی را زیر فیلم‌های تک‌تیرانداز آمریکایی (۸۹٫۱ میلیون دلار در سال ۲۰۱۵) و آواتار (۵۰٫۱ میلیون دلار در سال ۲۰۱۰) برای این اکران آخرهفته ثبت کرد.

### پاسخ انتقادی
در وبگاه جمع‌آوری نقد راتن تومیتوز، ٪۹۶ از ۴۴۸ بررسی منتقدان مثبت است، و میانگینِ امتیاز آن ۸٫۲/۱۰ است. اجماع این وبگاه چنین می‌نویسد: «تاپ گان: ماوریک یک شاهکار و دنباله‌ای طولانی مدت را ارائه می‌دهد که از پیشینیان خود به سبک سرگرم‌کننده‌ای فراتر می‌رود.» این فیلم در متاکریتیک که از میانگین وزنی استفاده می‌کند، بر اساس نظر ۶۳ منتقدین امتیاز ۷۸ از ۱۰۰ را کسب کرده که نشان‌گر «نقدهای عموماً مطلوب» است.

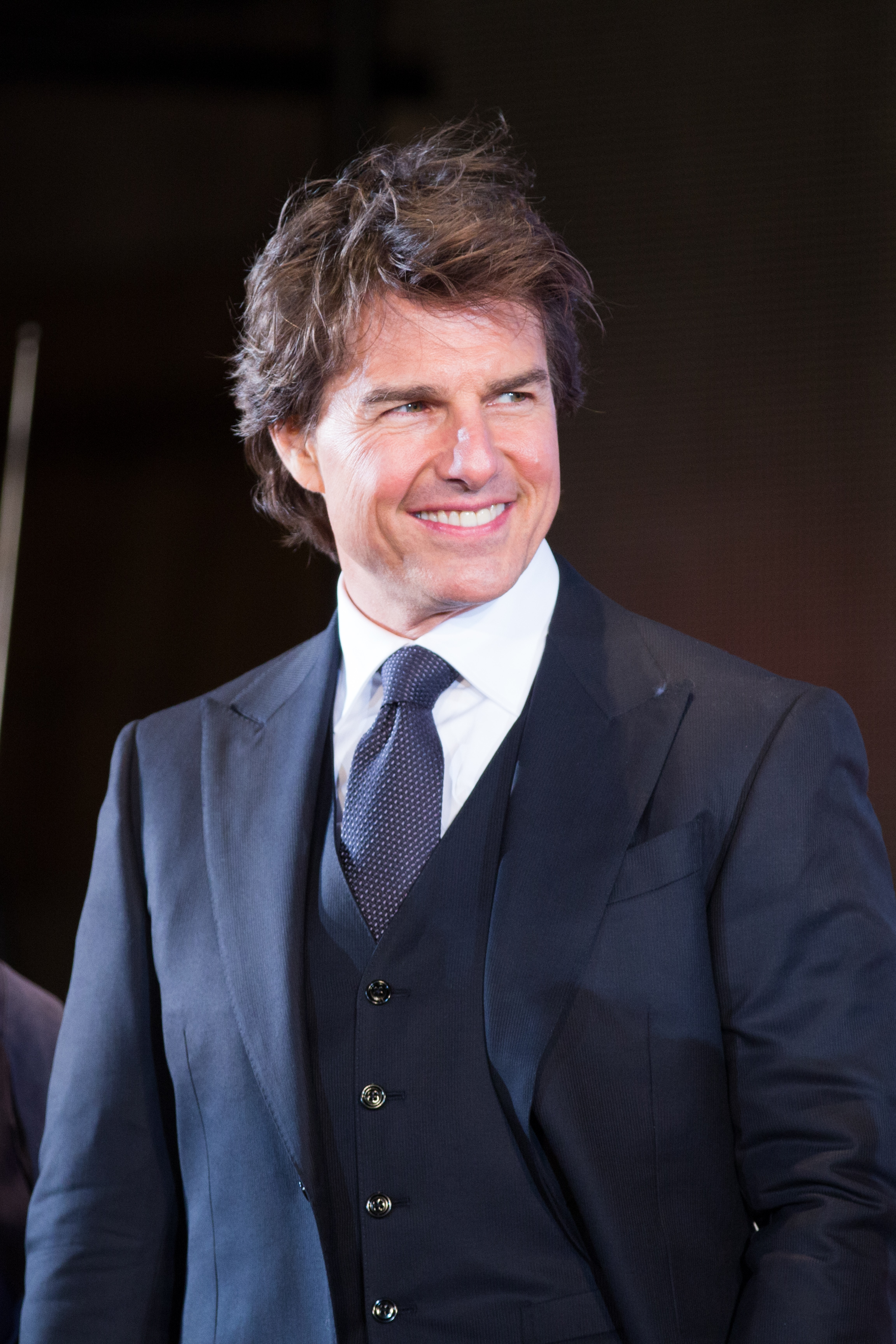
عملکرد تام کروز در این فیلم با استقبال گسترده‌ای روبرو شد و برخی از منتقدان آن را یکی از بهترین‌های از دوران حرفه‌ای او می‌دانند.

پیت هاموند از ددلاین هالیوود این فیلم را ستایش کرد و گفت که این فیلم «از هر نظری که بتوان تصور کرد برتر از فیلم اصلی است». ای.او. اسکات منتقد نیویورک تایمز فیلم را «نازک، بیش از حد سخت و گاهی اوقات بسیار لذت‌بخش» خواند و آن را به عنوان «بیانی جدی از این تز که فیلم‌ها می‌توانند [و باید] عالی باشند» تحسین کرد. پیتر بردشاو، نقدی برای گاردین نوشت: «کروز بر برخی تفاوت‌های شگفت‌انگیز از اولین حضورش به عنوان خلبان نیروی دریایی در فیلمی که تنش‌های همواروتیک فیلم اصلی دهه ۸۰ را از دست داده‌است، سلطه می‌کند». آلونسو دواراد از درپ اظهار داشت که تاپ گان: ماوریک «یک دنبالهٔ ارزشمند است زیرا در بسیاری از موضوعاتی که نسخهٔ اصلی شکست خورده‌بود، موفق می‌شود» و همچنین «یکی دیگر از آگهی‌های مردانه کُرنبال است که شبیه هر فیلم دیگری از جنگ جهانی دوم با الگوریتم خاصی انجام می‌شود و سکانس‌های پرواز آنقدر نفس‌گیر هستند که فراموش می‌کنید این‌ها درگیر سناریوهایی هستند که جنگی را در آینده آغاز می‌کنند.»
برایان لوید در نقدی ۴ ستاره از Entertainment.ie نوشت: «تاپ گان: ماوریک از همه چیز فراتر می‌رود [و] در دنیایی تماماً ساختهٔ خودش ایجاد شده‌است. غروب‌های طلایی، تی‌شرت‌های سفید کاملاً شفاف، گیسوهای زیبا و شعله‌های طولانی عاشقانهٔ این فیلم، مقاومت در برابر آن را غیرممکن می‌کند.» کلاریس لاگرتی، سردبیر ایندیپندنت ، نوشت که فیلم «به اندازهٔ دیگر فیلم‌های بلاک‌باستر پرفروش هیجان‌انگیز است؛ طوری که شما را در لبهٔ صندلی‌تان قرار می‌دهد و می‌تواند یک اتاق پر از غریبه‌هایی را که در تاریکی نشسته‌اند، متحد کند و آنها را با اشک غم‌انگیزی در چشمانشان به خانه ارسال کند.» ریچارد برودی از نیویورکر نوشت: «فیلم جدید، که بیشتر مثل یک بازسازی است تا یک دنباله، درام جنگ هوایی سال ۱۹۸۶ را با سیاست‌های امروز القا می‌کند». تامریس لارفی از RogerEbert.com نوشت: «ضربه‌های عاطفی ماوریک مشت‌های غیرمنتظره‌ای را به همراه دارد که به همان اندازه ارزش صفحهٔ نمایش بزرگ را دارد.»

### جوایز و نامزدی‌ها
در نود و پنجمین دوره جوایز اسکار، تاپ‌گان: ماوریک نامزد دریافت جایزه بهترین فیلم، بهترین فیلم‌نامه اقتباسی، بهترین ترانه اصلی، بهترین صداگذاری، بهترین تدوین، و بهترین جلوه‌های تصویری شد. نامزدهای دیگر فیلم شامل چهار جایزه از آکادمی فیلم بریتانیا، شش جایزه فیلم منتخب منتقدان (برنده یک مورد)، و دو جایزه گلدن گلوب است. این فیلم دو جایزه هیئت ملی بازبینی فیلم را دریافت کرد و از سوی انستیتوی فیلم آمریکا به عنوان یکی از ده فیلم برتر سال ۲۰۲۲ انتخاب شد.

## دعوی نقض حق تکثیر
در ژوئن ۲۰۲۲، خانواده ایهود یونای—که در سال ۱۹۸۳ مقاله‌ای در مجلهٔ کالیفرنیا با عنوان «Top Guns»، الهام‌بخش اولین فیلم، نوشته بود—از پارامونت به دلیل نقض حق تکثیر به دلیل انتشار تاپ گان: ماوریک شکایت کردند و به دنبال خسارت و همچنین حکم قضایی در برابر توزیع‌کننده‌گان فیلم شدند. جری بروکهایمر تهیه‌کنندهٔ فیلم اصلی بود که فیلمنامه آن توسط جیم کش (درگذشته در ۲۰۰۰) و جک اپس جونیور نوشته شده بود؛ هر سه در ساخت دنباله مشارکت کردند. طبق این دادخواست، پارامونت حقوق انحصاری فیلم را برای مقالهٔ یونای به دست آورده بود اما قانون حق تکثیر ۳۵-ساله را نادیده گرفته‌است که در آن حقوق این مقاله به شوش، بیوهٔ یونای و پسرش یووال در ژانویه ۲۰۲۰، پس از مرگ نویسنده در سال ۲۰۱۲ بازگردانده شده‌بود.
این دادخواست ادعا می‌کند که ماوریک حاوی عناصری مشابه مقاله اصلی است و پارامونت حتی پس از دریافت اطلاعیه مبنی بر نقض حق تکثیر به فیلمبرداری ادامه داده‌است. توزیع‌کننده فیلم بیشتر قسمت‌های بعدی را پیش از آن کامل‌شده می‌داند و انکار می‌کند که ماوریک از مقاله یونای برگرفته‌شده‌است.

## آینده
مایلز تلر در مهٔ ۲۰۲۲ اظهار داشت که ایده‌های برای یک فیلم بعدی با محوریت شخصیت خودش را به استودیو عرضه کرده‌است. این بازیگر به ایدهٔ خود با عنوان تاپ گان: روستر اشاره کرد. تلر در ژوئیه همان سال اظهار داشت که بحث‌های مداومی در مورد دنباله‌ای با همراهی تام کروز داشته‌است.